# Rakova
Rakova (em cirílico: Ракова) é uma vila da Sérvia localizada na cidade de Čačak, pertencente ao distrito de Moravica, na região de Pomoravlje. A sua população era de 664 habitantes segundo o censo de 2011.

## Demografia
| 1948 | 1953 | 1961 | 1971 | 1981 | 1991 | 2002 | 2011 |
| ---- | ---- | ---- | ---- | ---- | ---- | ---- | ---- |
| 977  | 978  | 908  | 876  | 889  | 832  | 778  | 664  |